# Voleibol platja als Jocs Olímpics
El voleibol platja és un esport que forma part del programa oficial dels Jocs Olímpics d'Estiu des de l'edició de 1996 disputada a Atlanta (Estats Units d'Amèrica), tant en categoria masculina com femenina.
Anteriorment, però, en els Jocs Olímpics d'Estiu de 1992 celebrats a la ciutat de Barcelona es realitzà una exhibició d'aquest esport amb la victòria dels nord-americans Sinjin Smith i Randy Stoklos en categoria masculina i Karolyn Kirby i Nancy Reno en categoria femenina.
Els grans dominadors d'aquest esport són els Estats Units i el Brasil.

## Resum de medalles

### Categoria masculina
| Edició       | Or           | Argent       | Bronze        |
| 1996 Atlanta | Estats Units | Estats Units | Canadà        |
| 2000 Sydney  | Estats Units | Brasil       | Alemanya      |
| 2004 Atenes  | Brasil       | Espanya      | Suïssa        |
| 2008 Pequín  | Estats Units | Brasil       | Brasil        |
| 2012 Londres | Alemanya     | Brasil       | Letònia       |
| 2016 Rio     | Brasil       | Itàlia       | Països Baixos |

### Categoria femenina
| Edició       | Or           | Argent          | Bronze          |
| 1996 Atlanta | Brasil       | Brasil          | Austràlia       |
| 2000 Sydney  | Austràlia    | Brasil          | Brasil          |
| 2004 Atenes  | Estats Units | Brasil          | Estats Units    |
| 2008 Pequín  | Estats Units | R.P. de la Xina | R.P. de la Xina |
| 2012 Londres | Estats Units | Estats Units    | Brasil          |
| 2016 Rio     | Alemanya     | Brasil          | Estats Units    |

## Medaller
en cursiva: comitès nacionals desapareguts.
Actualització: Jocs Olímpics de Rio 2016.
| Posició | País            | Or | Plata | Bronze | Total |
| 1       | Estats Units    | 6  | 2     | 2      | 10    |
| 2       | Brasil          | 3  | 7     | 3      | 13    |
| 3       | Alemanya        | 2  | 0     | 1      | 3     |
| 4       | Austràlia       | 1  | 0     | 1      | 2     |
| 5       | R.P. de la Xina | 0  | 1     | 1      | 2     |
| 6       | Espanya         | 0  | 1     | 0      | 1     |
| 6       | Itàlia          | 0  | 1     | 0      | 1     |
| 8       | Canadà          | 0  | 0     | 1      | 1     |
| 8       | Letònia         | 0  | 0     | 1      | 1     |
| 8       | Països Baixos   | 0  | 0     | 1      | 1     |
| 8       | Suïssa          | 0  | 0     | 1      | 1     |
| Total   | Total           | 12 | 12    | 12     | 36    |

## Medallistes més guardonats

### Categoria masculina
| Nom            | CON    | Anys      | Or | Plata | Bronze | Total |
| Emanuel Rego   | Brasil | 1996-2012 | 1  | 1     | 1      | 3     |
| Ricardo Santos | Brasil | 2000-2012 | 1  | 1     | 1      | 3     |
| Alison Cerutti | Brasil | 2012-2016 | 1  | 1     | 0      | 2     |

### Categoria femenina
| Nom                 | CON          | Anys      | Or | Plata | Bronze | Total |
| Kerri Walsh         | Estats Units | 2004-2016 | 3  | 0     | 1      | 4     |
| Misty May           | Estats Units | 2004-2012 | 3  | 0     | 0      | 3     |
| Kerri-Ann Pottharst | Austràlia    | 1996-2004 | 1  | 0     | 1      | 2     |
| Natalie Cook        | Austràlia    | 1996-2012 | 1  | 0     | 1      | 2     |
| Sandra Pires        | Brasil       | 1996-2004 | 1  | 0     | 1      | 2     |
| Adriana Behar       | Brasil       | 2000-2004 | 0  | 2     | 0      | 2     |
| April Ross          | Estats Units | 2012-2016 | 0  | 1     | 1      | 2     |